# Optiestrategieën
Optiestrategieën zijn combinaties van opties in het beurslandschap waarmee men nauwkeuriger kan speculeren op verwachte bewegingen van de onderliggende waarde. Het biedt meer mogelijkheden dan het beleggen in losse calls of puts. Sommige combinaties zoals synthetics zijn overigens alleen weggelegd voor professionele handelaren, omdat de transactiekosten voor particuliere beleggers niet opwegen tegen het mogelijke rendement. In de onderstaande voorbeelden wordt er uitgegaan van opties op aandelen, maar deze constructies zijn ook mogelijk op andere onderliggende waarden. De verschillende strategieën worden vooral beschreven alsof men deze alleen kan kopen, maar het verkopen van dergelijke combinaties kan een even goede strategie zijn.

## Straddle

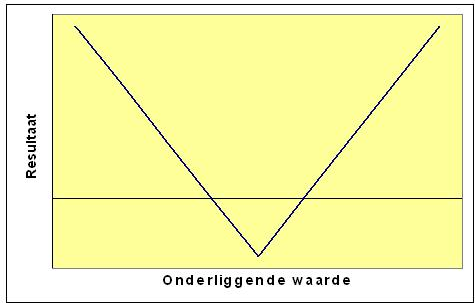
Winst en verlies bij het kopen van een straddle

Een straddle houdt in dat tegelijkertijd call- en putopties op eenzelfde aandeel met eenzelfde expiratiedatum en uitoefenprijs gekocht dan wel verkocht worden. Men kan een straddle kopen als men een beweging verwacht in het onderliggende aandeel, maar men niet weet of dit omhoog of omlaag zal zijn. Als het aandeel omhoog gaat, oefent de koper de calloptie uit, als het aandeel omlaag gaat, oefent de koper de putoptie uit, in beide gevallen al gauw met winst. Het risico dat de koper loopt is dat de gekochte straddle (vrijwel) waardeloos afloopt als de verwachte beweging uitblijft of erg klein is. Voor de verkoper, die hoopt dat de beweging uitblijft en daarvoor een onbeperkt risico neemt, is dat juist de maximale winst.

## Strangle

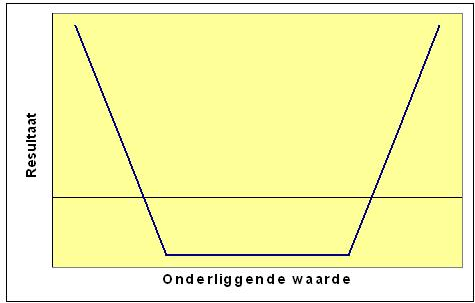
Winst en verlies bij het kopen van een strangle

Een strangle houdt in dat tegelijkertijd call- en putopties op eenzelfde aandeel met eenzelfde expiratiedatum gekocht dan wel verkocht worden, maar met verschillende uitoefenprijzen.
Meestal kiest men uitoefenprijzen waarbij zowel de call als de put out-of-the-money zijn: de uitoefenprijs van de call ligt ruim boven de huidige waarde van het aandeel, die van de put ligt ruim onder de huidige waarde. Als het aandeel flink stijgt, oefent de koper de calloptie uit; daalt de prijs flink, dan oefent de koper de putoptie uit, in beide gevallen al gauw met winst. Het risico dat de koper dan loopt is dat de gekochte strangle (vrijwel) waardeloos afloopt als de verwachte beweging niet groot genoeg is of zelfs helemaal uitblijft. Voor de verkoper, die hoopt dat de beweging beperkt blijft en daarvoor een onbeperkt risico neemt, is dat juist de maximale winst.

## Spread
Een spread is een optiepositie waarbij tegelijkertijd (meestal in gelijke aantallen) opties worden gekocht en verkocht. Dat kunnen opties zijn met verschillende looptijden (een time spread of een calendar spread), met verschillende uitoefenprijzen (zoals een call spread) of met zowel verschillende uitoefenprijzen als looptijden (diagonal calendar spread).

### Call spread

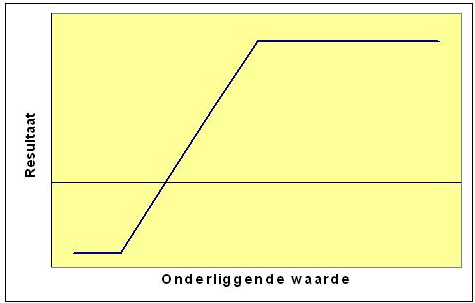
Winst en verlies bij een callspread

Men spreekt van een call spread of bull spread als men verwacht dat de onderliggende waarde zal stijgen in koers. Het verschil met het kopen van een losse call is dat men in de spread een deel van de mogelijke winst afstaat in ruil voor een lagere investering. Men koopt de call die het dichtst bij de huidige koers ligt, en verkoopt een call die verder out-of-the-money is. Naast een lagere investering kan het ook zijn dat de visie van de koper van de callspread is dat het aandeel wel zal stijgen, maar slechts tot een bepaald niveau. De winst is maximaal als men eindigt op het niveau van de verkochte call.
Men kan ook een calloptie kopen in the money en een call schrijven out of the money.
Voorbeeld: De Royal Dutch Shell december 2007 30-32 callspread.
1. Koop de dec-07 30 call
2. Verkoop de dec-07 32 call

- Maximaal verlies: alleen de investering
- Maximale winst: het verschil in uitoefenprijzen van de gekochte en verkochte call, minus de investering
- Voordeel: relatief lage investering

Eenzelfde spread met puts noemt men een put spread of bear spread. De karakteristieken zijn gelijk als bij een callspread, behalve dat de combinatie meer waard wordt bij een daling in plaats van een stijging.

### Ratio spread

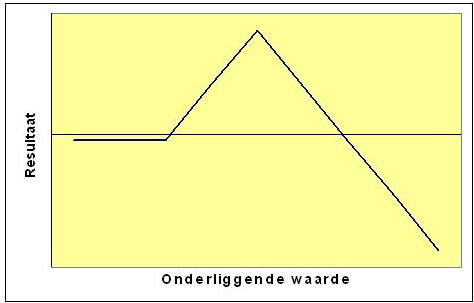
Winst en verlies bij een callratio 1 op 2

Een ratio spread is een spread waarbij men een ongelijk aantal opties koopt als verkoopt. In de praktijk betekent dit meestal dat men een out-of-the-money optie koopt en nog wat verder weg gelegen, goedkopere, opties verkoopt. De mogelijke winst is exact hetzelfde als bij een normale spread, maar de kosten van de investering zijn veel lager. Afhankelijk van de ratio en de gekozen uitoefenprijzen kan men zelfs de constructie opzetten met een credit - men krijgt er geld bij toe. Het
Voorbeeld: De Royal Dutch Shell december 2007 30-32 1 op 2 callspread.
1. Koop de dec-07 30 call
2. Schrijf twee dec-07 32 calls

- Maximaal verlies: in theorie onbeperkt
- Maximale winst: het verschil in uitoefenprijzen van de gekochte call en de verkochte calls
- Voordeel: lage of zelfs geen investering, past goed bij een visie van bescheiden koersuitslagen.

### Butterfly

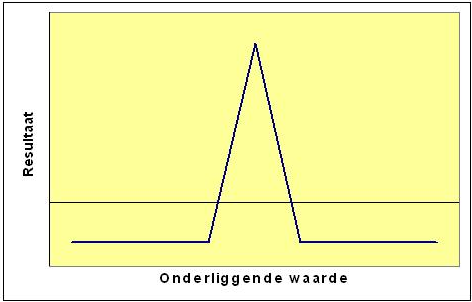
Winst en verlies bij een butterfly

Met deze combinatie van callopties ofwel putopties kan men inspelen op de visie dat een aandeel op een bepaald punt zal staan bij het aflopen van de opties. Men kan speculeren op een beperkte beweging omhoog of omlaag of juist een optiepositie opzetten om te speculeren om geen beweging - dit alles zonder veel risico te lopen.
De butterfly ziet er als volgt uit:
- Koop van 1 call op een uitoefenprijs van(X-a)
- Verkoop van 2 calls op een uitoefenprijs van X
- Koop 1 call met een uitoefenprijs van (X+a)

Dit alles met dezelfde looptijd (expiratiedatum)
De winst is maximaal in het midden van de butterfly, op niveau X. Bij een expiratie buiten de bovenste of onderste call loopt de constructie waardeloos af. Hetzelfde kan worden opgezet voor de putkant. Het voordeel van deze positie is dat men niet meer kan verliezen dan de investering, en toch kan speculeren op een gebrek aan beweging van een aandeel. Daarnaast zijn de out-of-the-money butterflies vaak er laag in prijs in absolute zin.

### Condor

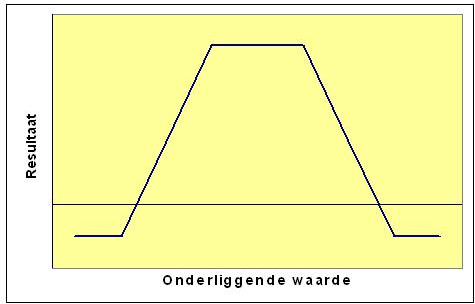
Ontwikkeling winst en verlies bij een condor

Een condor is een variant op de butterfly. In plaats van de middelste strike twee keer te verkopen, worden nu twee opeenvolgende strikes verkocht. Hierdoor is de maximale winst niet op één punt haalbaar maar op het gebied tussen de twee geschreven opties. Het nadeel is dat de investering hoger is.
Voorbeeld:
- Koop de ING 30 call
- Verkoop de ING 32 call
- Verkoop de ING 34 call
- Koop de ING 36 call.

### Synthetic

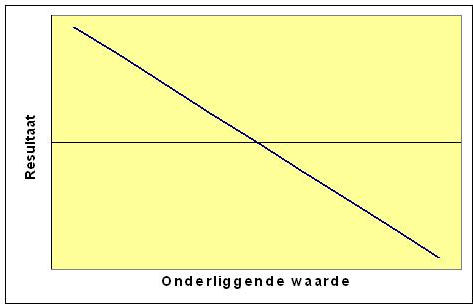
Waardeontwikkeling bij een conversie

Bij een synthetic maakt men kunstmatig een long of short positie in een aandeel na. In dezelfde strike met dezelfde looptijd koopt men de call en verkoopt men de put. Dat noemt men de reversal. Andersom (verkoop call, koop put) noemt men het de conversie. Uit de figuur hiernaast blijkt dat de waardeontwikkeling een rechte lijn is. Elke euro stijging of daling in de onderliggende waarde wordt exact nagebootst in de optiepositie.
Er zijn twee voordelen aan deze constructie:
- Dividend: Als men de onderliggende waarde er bij koopt / verkoopt, kan men elk koersrisico vermijden en op deze manier alleen handelen in toekomstig dividend (en rente).
- Financieringskosten: Men kan speculeren op een daling, zonder ingewikkelde constructies met het short gaan van aandelen en zonder de short stock fee die men moet betalen als men short gaat in aandelen.

### Jellyroll
Het combineren van twee synthetics met verschillende looptijden maakt het mogelijk om te speculeren op de timing van het dividend in de toekomst. Ondernemingen wijzigen hun dividendbeleid weleens, bijvoorbeeld van halfjaar dividend naar kwartaaldividenden.

### Box
Het combineren van twee synthetics met verschillende uitoefenprijzen, maar dezelfde looptijd noemt men een box. Hier zit geen dividend risico aan en slechts een beetje rente risico. De handel in een box is alleen zinvol voor verfijnde financieringsdoeleinden voor grotere partijen.

### Spread-namen uit populair spraakgebruik
- O'Hare spread - Een buitenproportionele gok nemen met opties en/of futures en dit afdekken (hedgen) met een vliegtuigticket om het land uit te raken. Aan het einde van de dag is men financieel binnen of bankroet en dan is het zaak het land uit te zijn voordat de clearing bank in de gaten heeft wat er gebeurd is. Dit is vernoemd naar Chicago's vliegveld O'Hare International Airport.
- Alligator spread ook wel box spread genoemd, - een goede optiecombinatie, waarvan de winst echter weggegeten wordt door transactiekosten.